# Altstadt (Stadt Zürich)
Altstadt ist ein Stadtkreis der Stadt Zürich in der Schweiz.
Die Altstadt umfasst das Gebiet der bis 1893 existierenden, ursprünglichen Stadt Zürich und bildet den heutigen Kreis 1. Historisch teilt sich die Altstadt in die Kleine oder Mindere Stadt links der Limmat, und die Grosse oder Mehrere Stadt, heute ungenau Dörfli oder Niederdorf genannt.
Administrativ wird die Altstadt vom statistischen Amt seit 1971 in die vier Verwaltungseinheiten (Quartiere) Rathaus und Hochschulen (rechts der Limmat), sowie Lindenhof und City (links der Limmat) geteilt; diese Einteilung hat ausschliesslich eine statistische Bedeutung.

## Bevölkerungsentwicklung des Stadtkreises
Quelle:Statistik & Daten: Altstadt

## Sehenswürdigkeiten
Siehe auch: Liste der Kulturgüter in Zürich/Kreis 1 (Ost), Liste der Kulturgüter in Zürich/Kreis 1 (West)

Luftbild (1961)

### Rechts der Limmat
- Eine der besonderen Sehenswürdigkeiten der Zürcher Altstadt ist am rechten Ufer das Niederdorf mit seinen zahlreichen Läden und Gaststätten.
- Das Zürcher Rathaus, ursprünglich auf einer Insel in der Limmat gebaut, gehört dem Kanton Zürich. Hier tagt montags der Kantonsrat und mittwochs der städtische Gemeinderat (Legislative).
- In der Hauptwache wurden die Schlüssel der Stadttore über Nacht aufbewahrt. Da die Tore beim Einnachten geschlossen wurden, musste der Schlüssel durch die dunklen Gassen hierher gebracht werden. Aus diesem Grund wurde vor der Rathauswache die erste Strassenlaterne der Stadt errichtet.
- An der Spiegelgasse 14 steht das Haus, in dem Lenin während seines Aufenthalts in Zürich lebte.
- Vor den Zunfthäusern führte die Strasse bis ins 19. Jahrhundert unter den Tilinen (Bogen) durch; die Häuser standen direkt an der Limmat. Das heutige Limmatquai wurde später aufgeschüttet.
- Das Wappen zeigt das mittelalterliche Grendeltor, das als Bestandteil der Stadtbefestigung 1445 erbaut und 1836 abgetragen wurde. Der Quartierverein stellte 1977 in der Quartierzeitung drei Vorschläge für ein Quartierwappen vor. Gewählt wurde das Motiv „Grendeltor“ von Ernst Sigrist. In der „offiziellen“ Version ist der Tordurchbruch weiss und nicht blau. Somit wird der Anschein erweckt, dass das Tor geschlossen ist. Im Gegensatz zu den „normalen“ Stadttoren waren keine Torflügel vorhanden, sondern es wurde an Ketten ein Sperrbalken herabgelassen, der den Schiffen die Durchfahrt verwehrte.

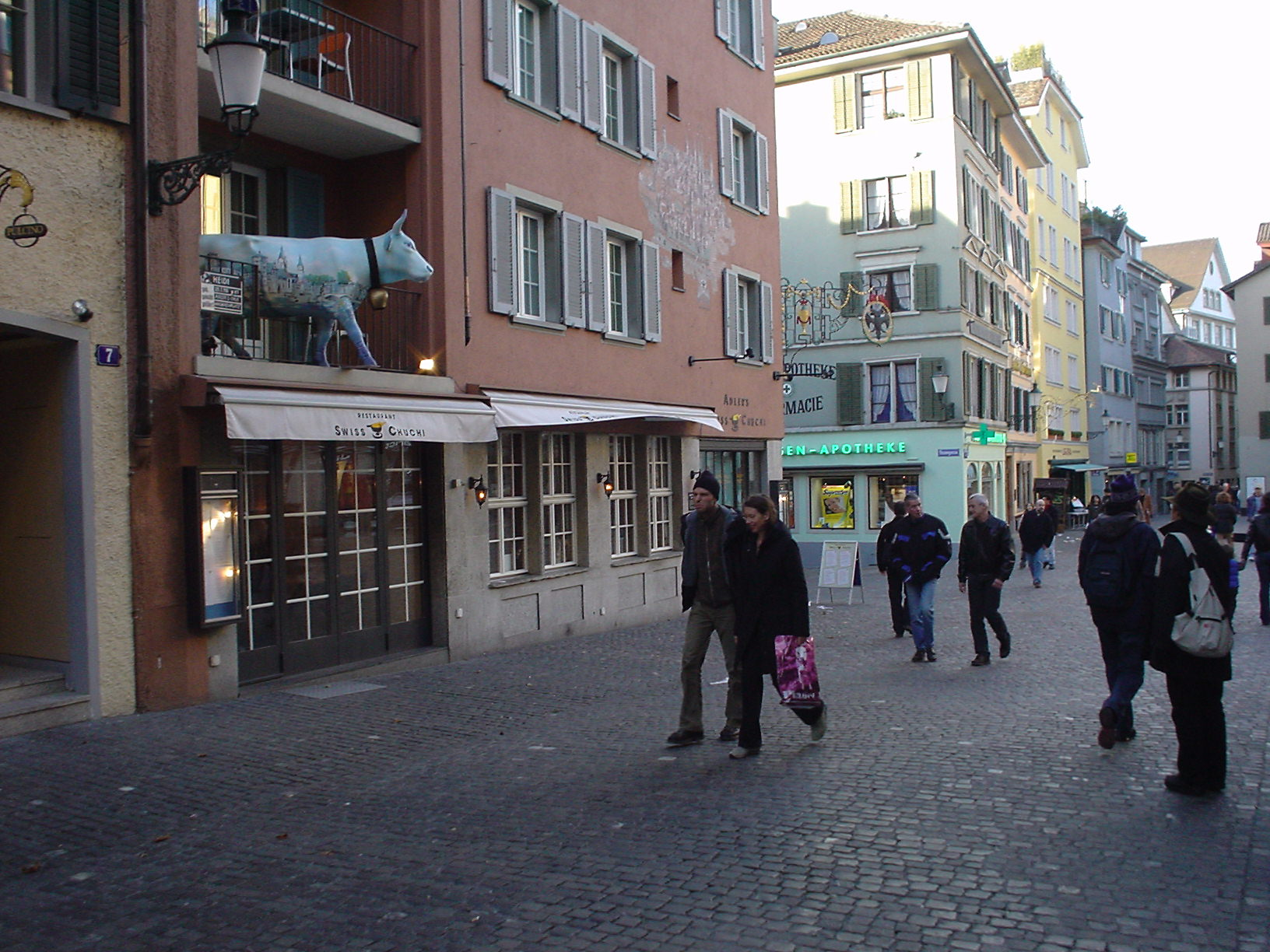
Niederdorf
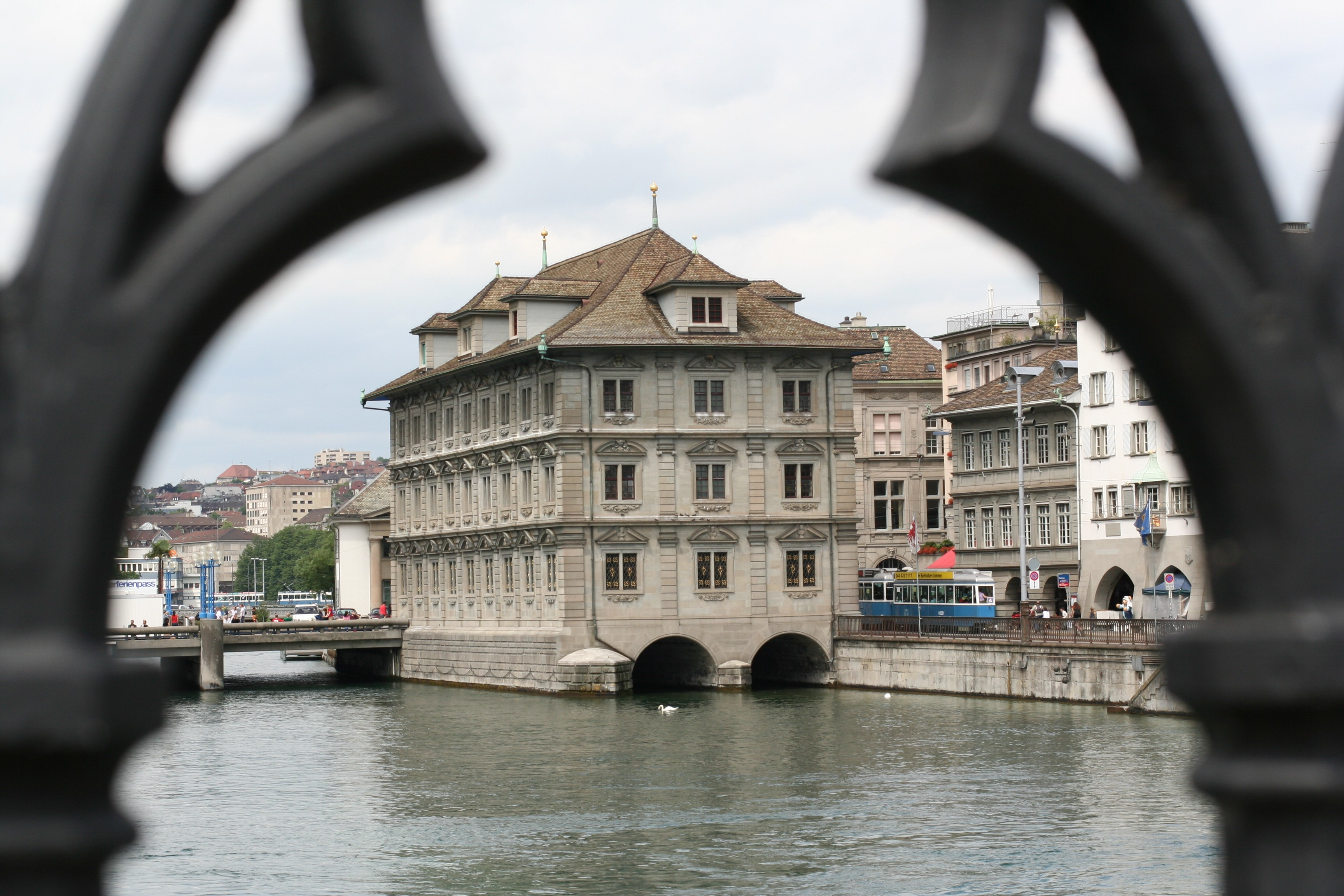
Rathaus
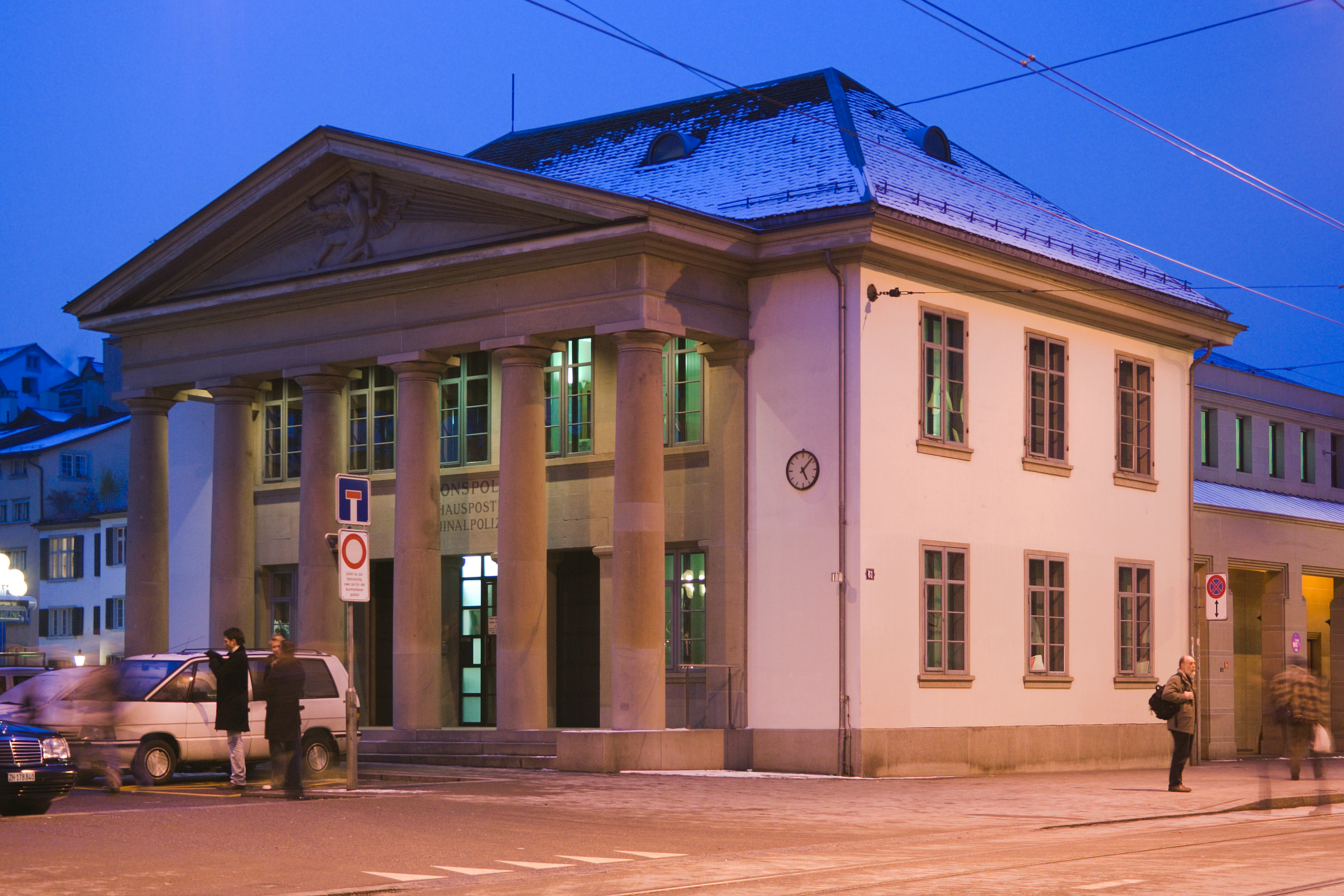
Rathausbrücke: Die alte Hauptwache beim Rathaus.
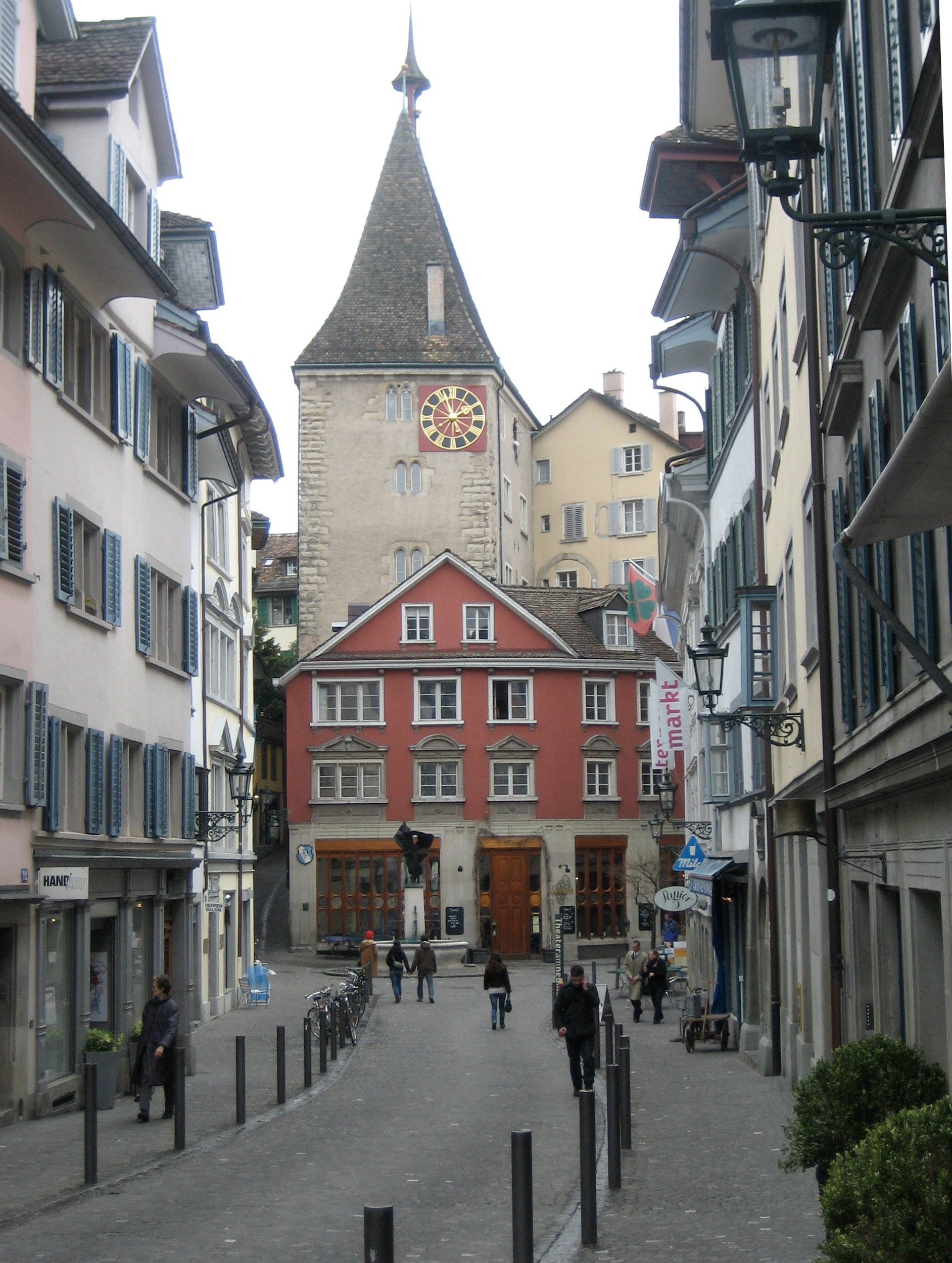
Neumarkt mit Adels-Wohnturm «Grimmenturm» 13. Jahrhundert
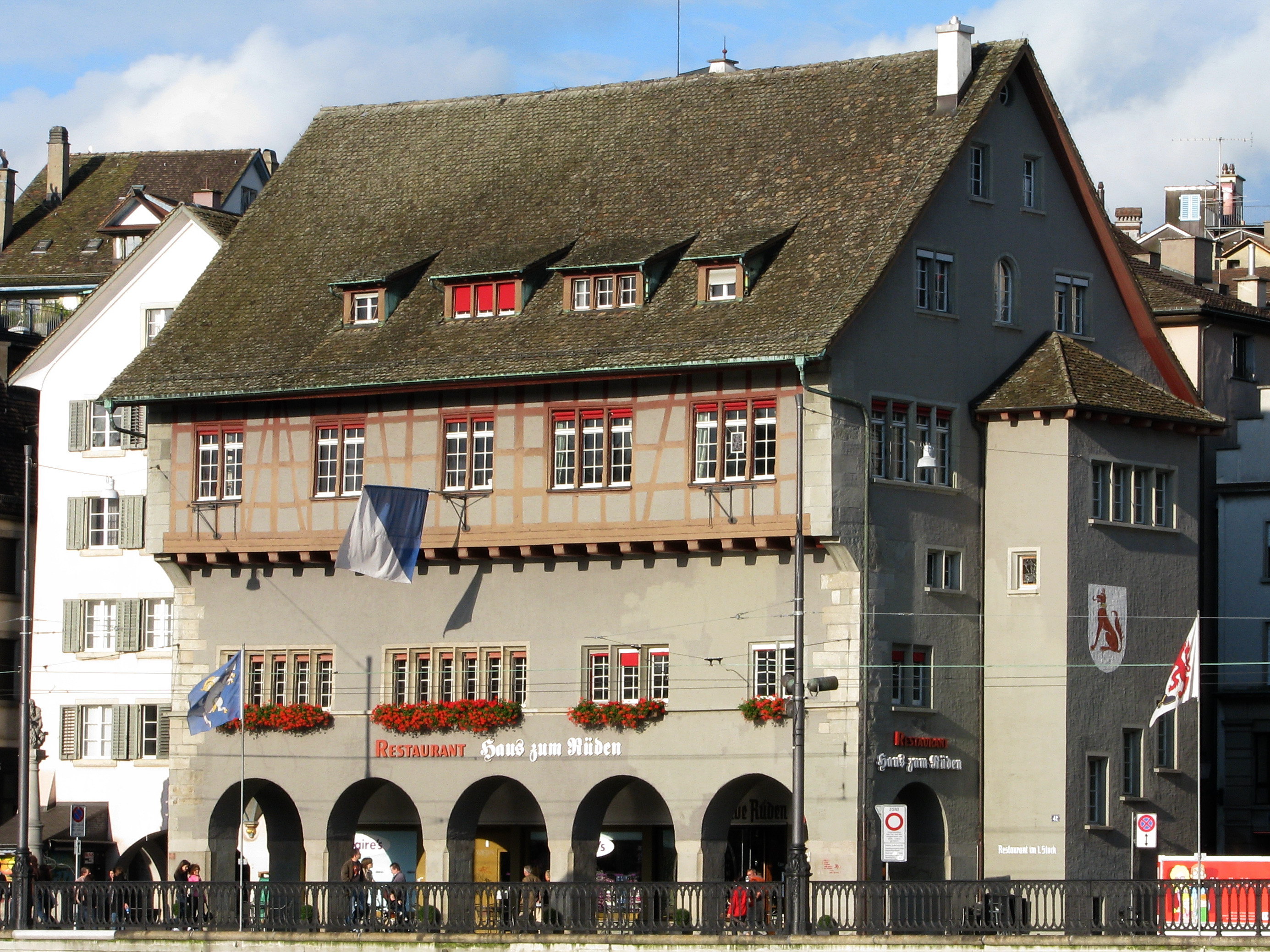
Zunfthaus zum Rüden.

### Links der Limmat
- Vor dem Fraumünster steht eine Statue des ehemaligen Bürgermeisters Hans Waldmann an der Stelle des ehemaligen Kornhauses. Sein Grabmal befindet sich wenige Schritte davon entfernt im Fraumünster links des Eingangs.
- Die Schipfe ist eines der ältesten Quartiere Zürichs. Der Name stammt von den Schiffern, die hier ihre Weidlinge ans Ufer und wieder ins Wasser „schupften“ (= schoben).
- Vor dem Stadthaus sind noch die Bogen in der einstigen Ufermauer zu sehen, durch die die Lastkähne direkt in den Keller des darüber stehenden Kornhauses gelangen konnten.
- Das Zunfthaus zur Meisen beherbergte im Jahr 1759 Zürichs erstes Observatorium.

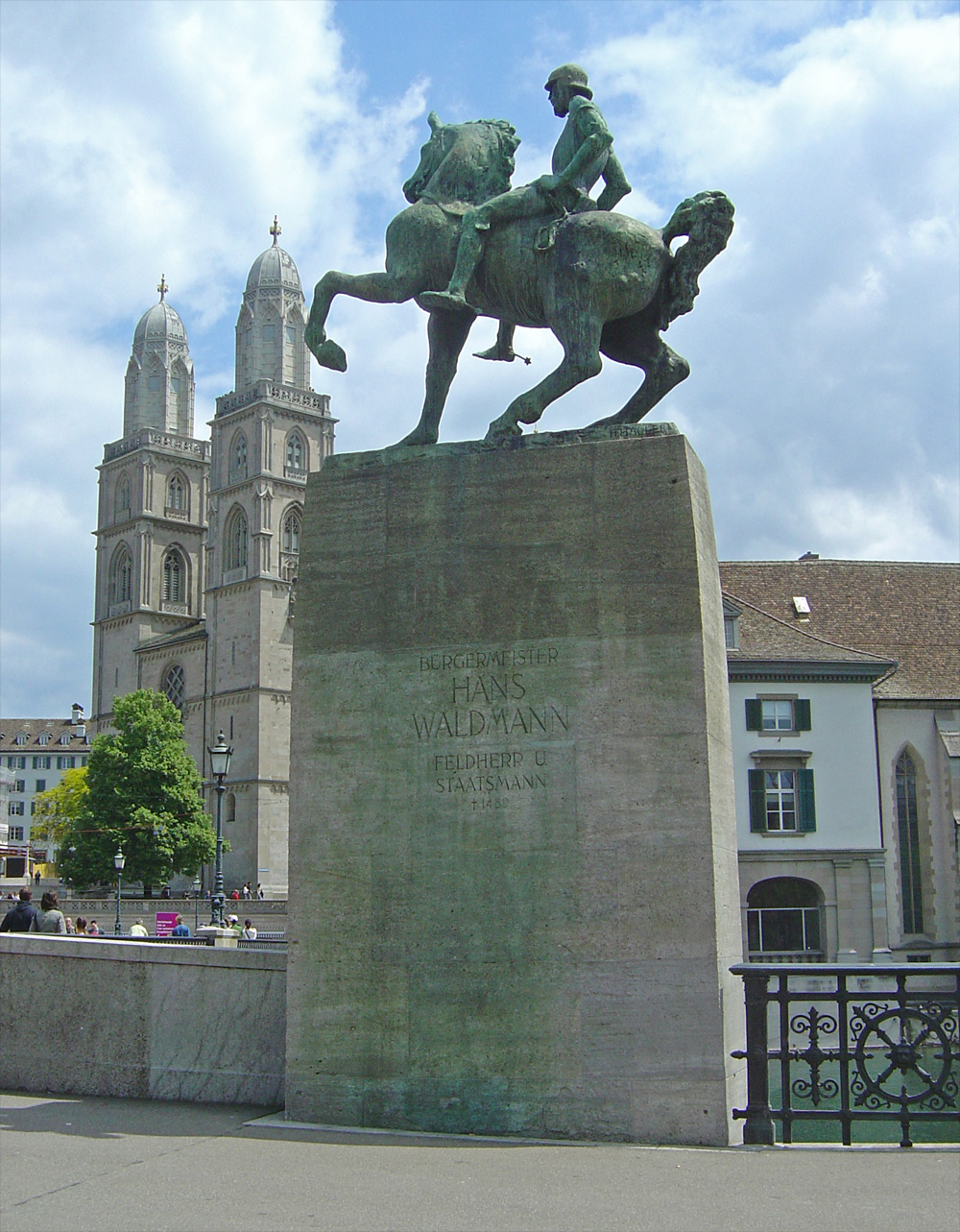
Hans Waldmann
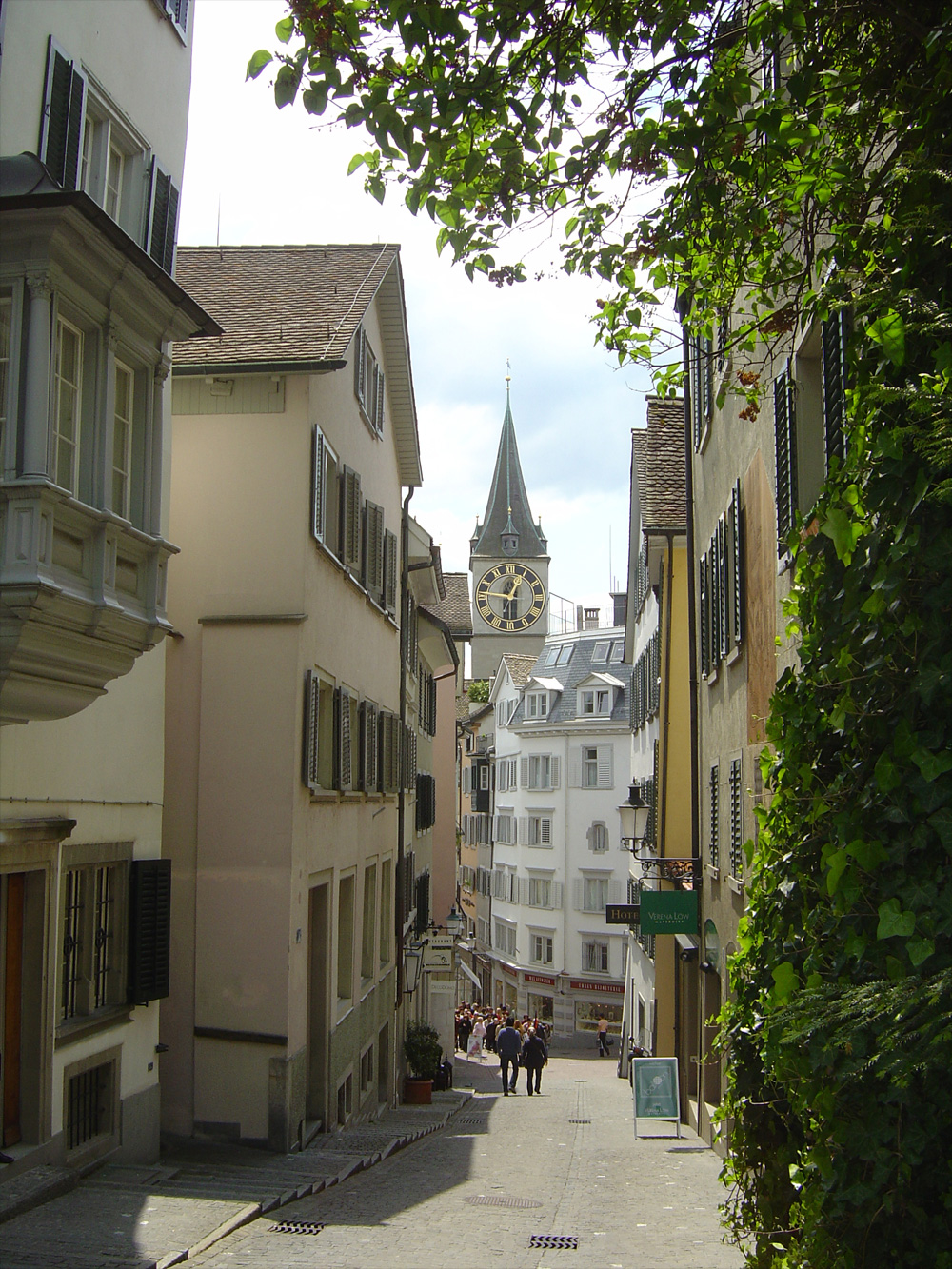
Blick auf den Turm von St. Peter aus der Pfalzgasse
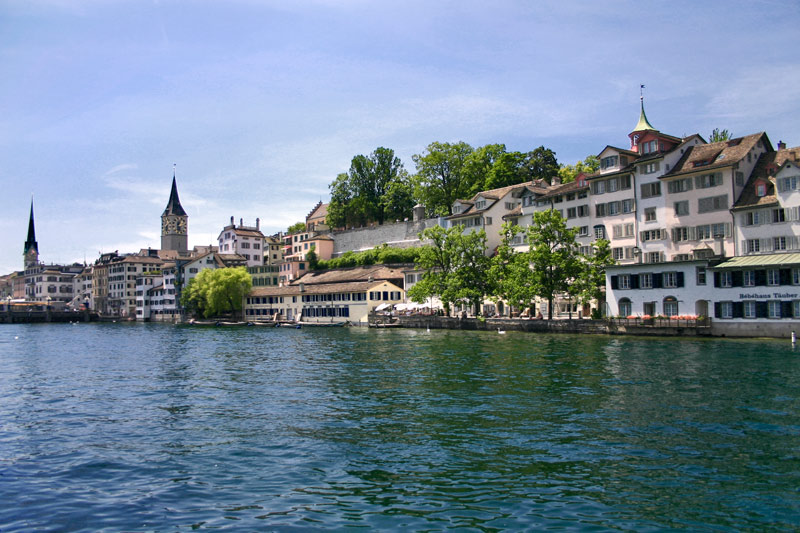
Blick auf die Schipfe von der Rudolf-Brun-Brücke
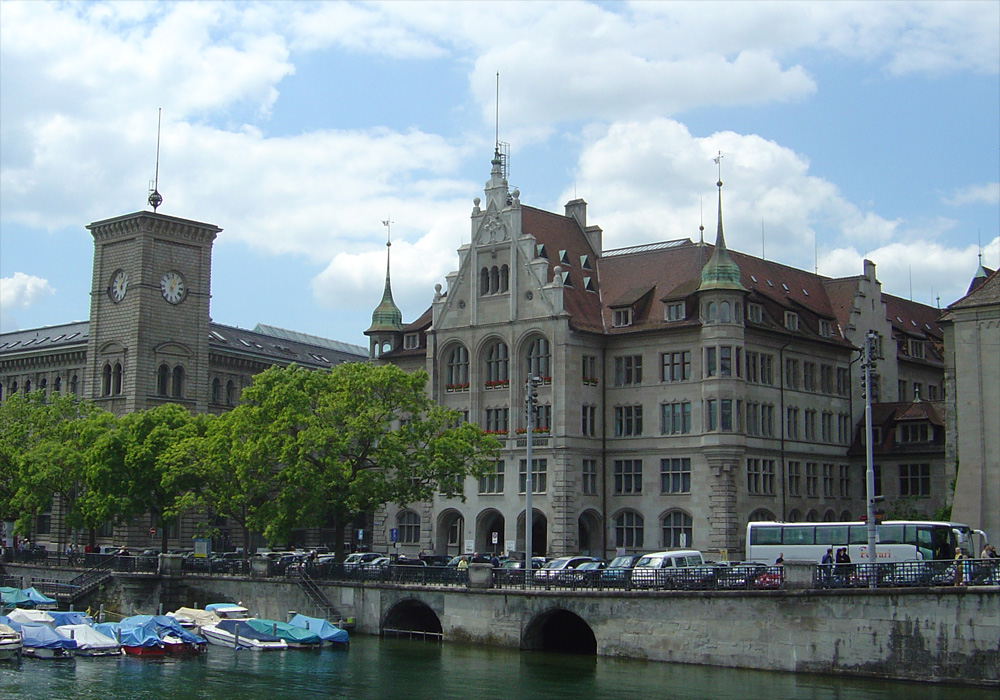
Stadthaus
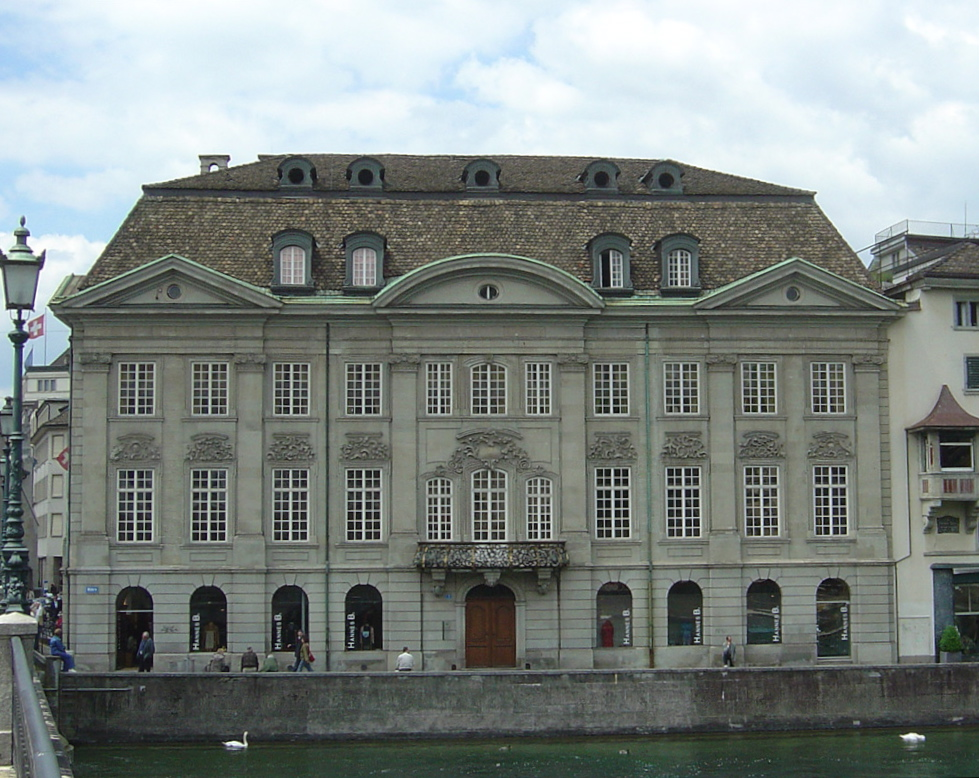
Zunfthaus zur Meisen

### Kirchen
Kirchen in der Zürcher Altstadt:

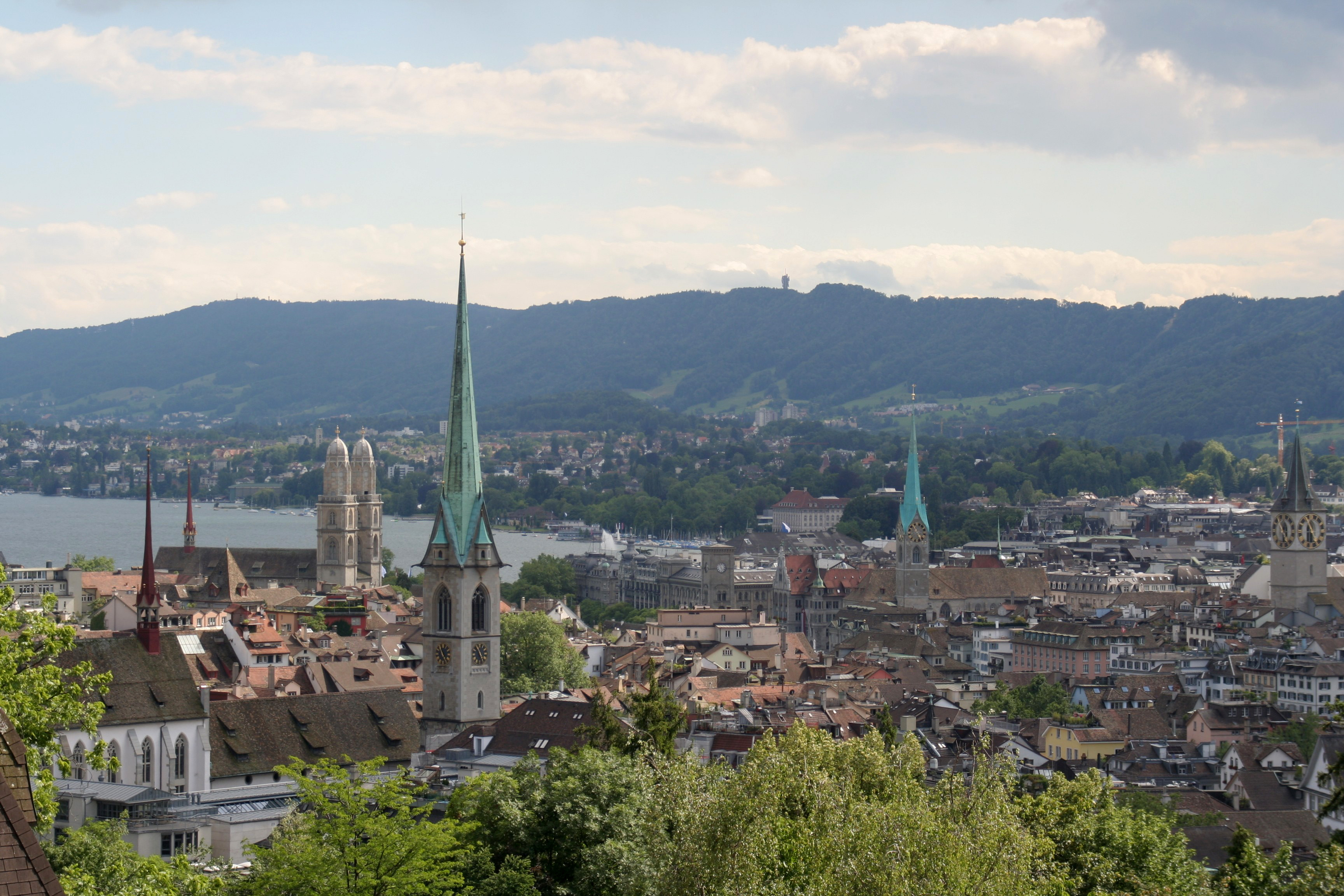
Die vier grossen Kirchen in der Altstadt

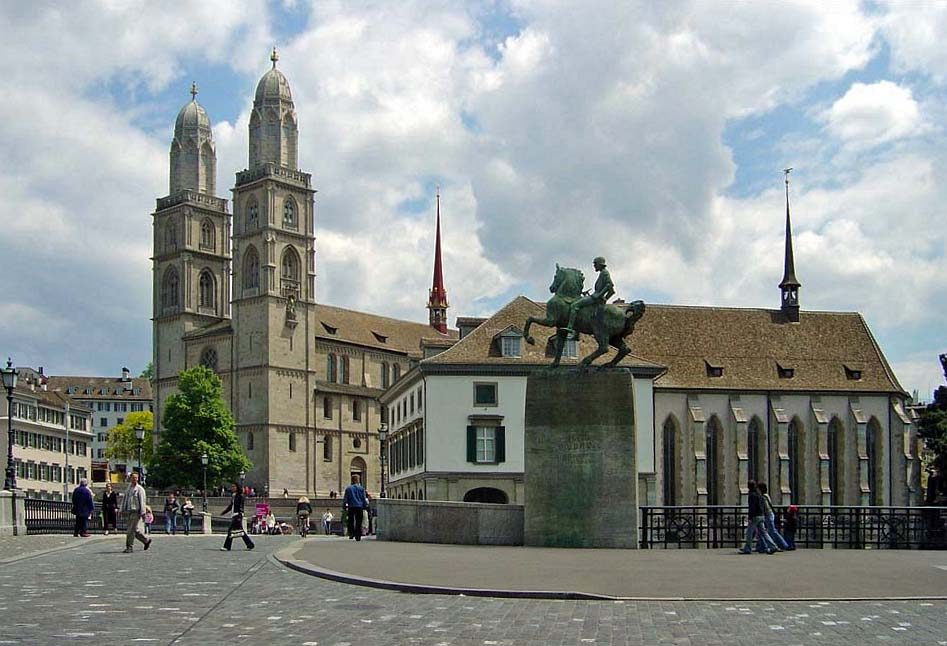
Grossmünster und Wasserkirche

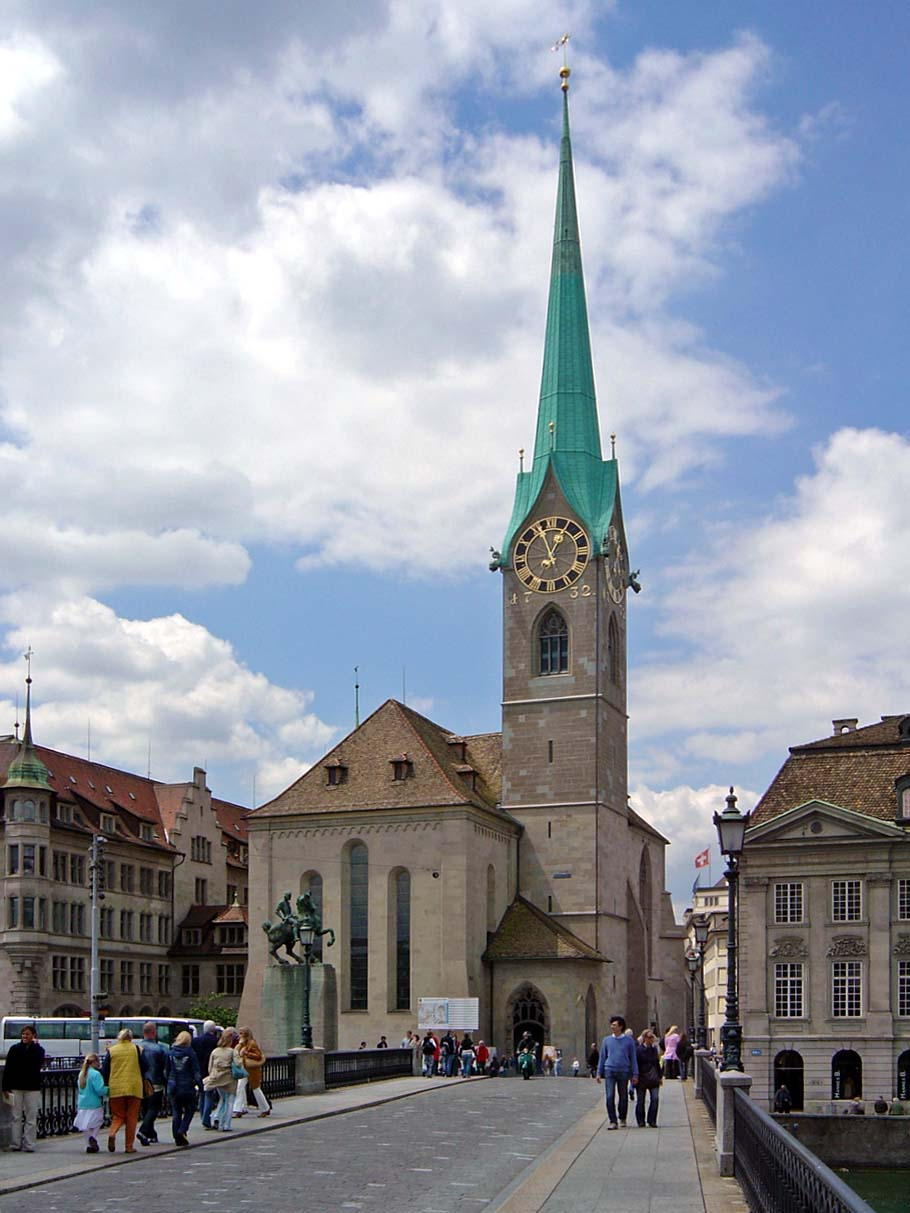
Fraumünster und Münsterbrücke

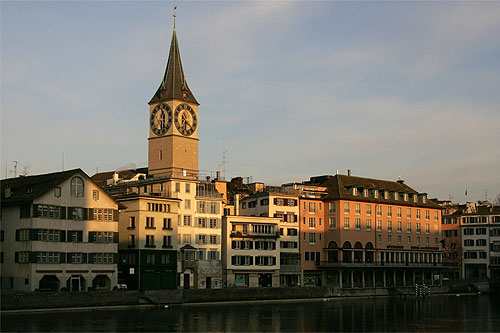
St. Peter

- Grossmünster, ein ehemaliges Augustiner-Chorherrenstift über den Gräbern der Stadtheiligen Felix und Regula erbaut und Standort der ersten weiterführenden Schule, welche gemäss Sage von Karl dem Grossen gegründet wurde. Seine Statue steht auf dem südlichen Turm, dem sogenannten Karlsturm. Das Grossmünster war Ausgangspunkt der Zürcher Reformation durch Zwingli und Bullinger.
- Fraumünster, ein ehemaliges Frauenstift, dessen Gründungsgeschichte im Kreuzgang auf Fresken dargestellt ist. Sein politischer Einfluss im Mittelalter war so gross, dass seine Äbtissin auch als inoffizielle Fürstin der Stadt bezeichnet wurde.
- St. Peter war die Stadtkirche. Der Turm gehört der Stadt und wurde bis 1911 von einem Nachtwächter bewohnt. Das Zifferblatt ist das grösste Europas.
- Die Predigerkirche gehörte zum Dominikanerkloster, welches das ganze Predigerquartier umfasste. Das eigentliche Kloster wurde zum Spital und Armenhaus und brannte Ende des 19. Jahrhunderts ab. An seiner Stelle steht heute die Zentralbibliothek Zürich.
- Die Wasserkirche wurde auf einer Insel in der Limmat am Hinrichtungsort der Stadtheiligen Felix und Regula erbaut.

## Weitere Kirchen und Synagogen im Stadtkreis 1 (Altstadt)
Neben den oben beschriebenen Kirchen gibt es weitere Kirchen im Stadtkreis 1:
- Die Bahnhofkirche ist ein Gebetsraum im Hauptbahnhof Zürich, der am Pfingstsonntag 2001 als erste heute noch existierende Bahnhofkirche der Schweiz eingeweiht wurde. Auf 60 Quadratmetern befinden sich die Kapelle, ein Empfangsraum und zwei Gesprächsräume. Die Kirche wird von rund 300 bis 500 Personen (Stand 2012) täglich besucht. In dieser Kirche sind Menschen aller Religionen und Konfessionen willkommen, worauf auch die Zeichen der fünf Weltreligionen in der Kirche verweisen.
- Die Grossmünsterkapelle wurde in den Jahren 1858–1859 nach Plänen des Architekten Johann Jakob Breitinger (1814–1880) erbaut. Im Mittelalter stand an dieser Stelle das Holzhaus Müsegg, das aber 1661 abgerissen wurde. Die Grossmünsterkapelle ist ein polygonaler Eckbau in Tudorgotik, der zusammen mit dem danebenstehenden Brunnen errichtet wurde. Die bleiverglasten Fenster aus den Jahren 1858–1860 stammen von Johann Jakob Röttinger.
- Die Friedenskirche ist eine im Jahr 1890 durch den Baumeister Johannes Baur erstellte Kirche, die am Hirschengraben steht. Das neugotische Gebäude gibt sich mit seinem hohen Dachreiter als Kirche zu erkennen, was für Gotteshäuser von freikirchlichen Gemeinschaften eher selten ist. Die Friedenskirche gehörte zunächst der Evangelischen Gemeinschaft, die um 1800 vom Prediger Jakob Albrecht als deutschsprachige Kirchengemeinschaft in den USA gegründet wurde. 1988 übernahm die Bewegung Plus Zürich die Friedenskirche, welche seit 1993 unter Denkmalschutz steht.
- Die Kirche Saint Andrew's ist das Gotteshaus der Anglikanischen Kirchengemeinschaft Zürich und steht an der Promenadengasse. Sie wurde in den Jahren 1847–1848 nach Plänen von (Caspar) Ferdinand Stadler als Friedhofskapelle für den Friedhof Hohe Promenade erbaut. 1895 wurden die Sakristei und der Chor der Kirche angebaut. 1972–1974 erfolgte der Anbau des Pfarrhauses an die Kirche.
- Die Taborkapelle steht an der Promenadengasse und ist ein neugotischer Betsaal mit Orgelempore, der der Evangelisch-methodistischen Kirche gehört. Erbaut wurde das Gotteshaus im Jahr 1873 nach Plänen von Johannes Baur und erinnert mit seinem Namen an den Berg Tabor, auf dem nach christlicher Überlieferung die Verklärung Jesu stattfand.
- Die Eglise réformée française zurichoise steht an der Ecke Schanzengasse/Promenadengasse und wurde in den Jahren 1900–1902 nach Plänen des Architekten Benjamin Recordon erbaut. Diese Kirche ist im Besitz der Reformierten Kirche und wird von der französischsprachigen Gemeinde genutzt.
- Die Augustinerkirche wurde im Jahr 1270 durch die Augustiner erbaut. Im Zuge der Reformation wurde das Augustinerkloster im Jahr 1524 aufgelöst. Zwischen 1596 und 1841 wurde in der Augustinerkirche eine Münzstätte betrieben. 1840 wurde die Kirche der katholischen Gemeinde Zürich überlassen und nach der Kirchenspaltung zwischen Römisch-katholischer Kirche und Christkatholischer Kirche letzterer übergeben. Im Jahr 1900 erhielt die Kirche fünf Glocken und steht seit 1958 unter Denkmalschutz.
- Die St. Anna-Kapelle wurde in den Jahren 1909–1911 nach Plänen von Robert Bischoff und Hermann Weideli im Heimatstil erbaut. Der Vorgängerbau war während der Jahre 1807 bis 1844 Pfarrkirche der katholischen Kirche Zürichs, bis die Kirche zu klein geworden war und die Gemeinde in die Kirche des ehemaligen Augustinerklosters wechselte. Die St. Anna-Kapelle wird von der St. Anna-Gemeinde betrieben, die ein Zweigwerk der Stiftung evangelischer Gesellschaften des Kantons Zürich ist. Seit dem Jahr 1937 ist die St. Anna-Kapelle keine Gemeindekirche mehr.

Zudem gibt es im Stadtkreis 1 zwei Synagogen:
- Die Synagoge Löwenstrasse wurde in den Jahren 1883–1884 nach Plänen der Architekten Alfred Chiodera und Theophil Tschudy in orientalisierendem, maurischem Stil erbaut. Sie wird von der Israelitischen Cultusgemeinde Zürich betrieben.
- Die Synagoge Freigutstrasse wird von der Israelitischen Religionsgemeinschaft Zürich betrieben und wurde in den Jahren 1923–1924 nach Plänen der Architekten Walter Henauer und Ernst Witschi erbaut.